# Чесменский дворец
Чесме́нский дворе́ц — императорский путевой дворец, расположенный в Санкт-Петербурге. Был возведён по проекту архитектора Ю. М. Фельтена по заказу императрицы Екатерины Второй в стиле псевдоготики. Памятник архитектуры. Вместе с Чесменской церковью составлял некогда уникальный ансамбль, обращённый к бывшему Царскосельскому тракту.
Назван в честь победы России в Чесменском сражении.

## Расположение
Памятник архитектуры расположен в черте города Санкт-Петербурга вблизи Московского проспекта по адресу: улица Гастелло, 15 (перекрёсток с ул. Ленсовета).
Транспорт:
- метро  «Московская» (700 м)
- Автобус № 3, 16, 26, 50
- Трамвай № 29, 45 (остановка «Ул. Гастелло» либо «Ул. Ленсовета»)

## История
Местность, занимаемая в наше время дворцом, была весьма болотистой и называлась «лягушачье болото» или «Кикерики». В результате Северной войны эти земли достались России, во владения царской семье. В 1717 году к Царскому селу был проложен Царскосельский тракт, который и дал жизнь этому имению.

### XVIII век
В 1774 году, на 7-й версте Царскосельского тракта, Екатерина II велела построить путевой дворец, чтобы отдыхать во время путешествий в летнюю резиденцию. Строительство здания было поручено Юрию Фельтену. Сооружение Чесменского замка вместе с одноимённой церковью (Церковь Иоанна Предтечи) завершилось к 1777 году. Императрица часто посещала дворец и отмечала в нём престольный праздник соседнего храма.
Круглый зал на втором этаже использовали георгиевские кавалеры для встреч с императрицей. Главным военным орденом России здесь были награждены Кутузов, Суворов и многие другие.
Бытует легенда, согласно которой, именно когда императрица проезжала 7-ю версту тракта, к ней пожаловал гонец, принёсший весть о победе России в Чесменской баталии. Однако такое развитие событий маловероятно. На это указывает тот факт, что первые 9 лет своего существования дворец называли Кекерикексинским от финского названия местности. Чесменским дворец стал в 1780 году в день десятилетней годовщины победы России в той баталии.
В 1796 году Екатерина умерла, и строение перешло во владение Павла I. Последний предпочитал Царскому селу Гатчину и потому по прямому назначению дворец не использовал.
Тогда император совершил попытку перепрофилировать резиденцию под богадельню и лечебницу. Однако идея не нашла применения. В 1799 году особая комиссия нашла дворец неподобающим местом «для устроения в нём лазарета Мальтийского ордена…»
Отказ был аргументирован нехваткой воды, хотя, скорее всего, это решение объясняется нелюбовью Павла ко всему екатерининскому. В результате дворец вернули в ведение Придворного ведомства.

### XIX век
Чесменская церковь всегда была холодной, проводить службы зимой было сложно. Поэтому 11 декабря 1811 года на нижнем этаже восточной башни дворца была освящена тёплая Рождественская церковь. Сюда из Императорского Эрмитажа были переданы «все принадлежности бывшей походной церкви царя Алексея Михайловича и походной церкви императора Петра I».
Будучи путевым дворцом, резиденция в основном пустовала. За время правления императора Александра I дворец использовался всего лишь два раза, и то не по прямому назначению — в качестве дачи для обучавшихся в Екатерининском институте девушек.
Весной 1826 года опасавшийся восстаний император Николай I приказал перевезти в Рождественскую церковь дворца из Царского села тело брата Александра. Именно здесь в ночь с 5 на 6 марта августейший труп переложили из ещё таганрогского деревянного гроба в новый, бронзовый, укрыли бездыханного царя мантией и поставили саркофаг на траурную колесницу, отправившуюся в столицу на похороны. 12 — 14 июня того же года в резиденции находилось тело Елизаветы Алексеевны.

#### Чесменская богадельня
В 1830 году история дворца в качестве императорского путевого особняка закончилась — здание перевели из ведения придворного ведомства во владение Комитета о раненых. В бывшей резиденции открылась богадельня, переданная в 1831 году Военному ведомству.
Начались работы по перестройке дворца под нужды богадельни для инвалидов-ветеранов Отечественной войны 1812 года. К башням пристроили двухэтажные флигели. Зимнюю церковь перенесли на второй этаж, в Круглый зал. Ранее там заседали георгиевские кавалеры. 23 июня 1832 года в присутствии императора Николая I церковь освятили.
В целях рекреации и реабилитации перед дворцом на месте дикого леса был разбит большой лечебный парк. Основу зелёной зоны составили посаженные в 1834 году 500 берёз. Старые готические каменные ворота снесли, возведя на их месте новые. Со стороны Московского тракта парк огородили чугунной изгородью.
Через 4 года и 4 дня после освящения зимней церкви, Николай I торжественно открыл богадельню. Впоследствии её нарекли Николаевской. Первоначально богадельня была рассчитана на 400 мест для рядовых и 16 для офицеров. Позже каждый флигель надстроили двумя этажами и вместимость пансиона увеличилась.
18-19 августа в церкви богадельни произошёл пожар. Находившиеся там ценности, включая походный иконостас Петра I и «сень над ним», погибли.

### Современность
Богадельня была закрыта лишь в 1919 году, после чего в здании был организован концлагерь — «Чесменка». В 1930-х годах дворец был передан Автодорожному институту, а в 1941-м — Ленинградскому институту авиаприборостроения. В годы Великой Отечественной войны дворец и церковь очень пострадали. В 1946 году дворец был отреставрирован (архитектор А. В. Корягин), и в нём разместился Ленинградский институт авиационного приборостроения.
В 2016 году был завершён очередной ремонт фасадов, в ходе которого каменный цоколь, сложенный из прекрасно сохранившихся, но загрязнённых блоков путиловской плиты, был заново перетесан. В результате этого поверхность камня приобрела неряшливый вид, а «чистовая» работа каменотёсов XIX века — полностью уничтожена.

## Архитектура
Дворец и прилегающая территория были созданы по образцу готических построек и в конце XVIII века весь комплекс представлял собой одну из красивейших «романтических» резиденций. В ансамбль Чесменского дворца входил сам дворец, служебные постройки и церковь. Комплекс был первой значимой затеей ложноготического стиля в окрестностях Петербурга.
Ровная заболоченная территория была обведена канавой, служившей для осушения участка и символически имитирующей ров вокруг замка. Вынутая земля имитировала вал. Двое въездных ворот против мостов со стороны Царскосельской перспективы были построены в виде арочных проломов в толще зубчатой стены, завершённой большой и малой сторожевыми башнями.
Дворец в плане представляет равносторонний треугольник (каждая сторона около 40 м.), углы которого решены в виде башен, последние завершаются фонарями с полусферическими куполами. Помещения располагаются по периметру здания. В образовавшийся внутренний треугольник вписан круг — Парадный зал второго этажа. Внешние стены дворца, возвышаясь над массивом всего здания, образуют своеобразную зубчатую корону. Первоначально нижний этаж был обработан рустом, выше же оставалась обнажённой кирпичная кладка стен. Массивный объём дворца, прорезанный по фасаду стрельчатыми проёмами окон в два яруса, должен был ассоциироваться с суровыми рыцарскими временами.
Архитектура дворца значительна и сурова, а вот внутренняя отделка не содержала ни малейшего намёка на готическую архитектуру и являла пример декора, характерного для раннего классицизма. Своды и стены рассекают филёнки разных очертаний; венки, обрамляющие медальоны, цветочные гирлянды — излюбленные мотивы Фельтена — составляют пластические акценты на гладкой поверхности стен. В центральном зале дворца скульптором Ф. Шубиным была создана галерея портретов великих князей и царей русских от Рюрика до Елизаветы Петровны. В 1830 году эти мраморные рельефы были переданы в Оружейную палату в Москве. В залах дворца были представлены портреты всех правивших в 1775 году европейских монархов. Таким образом Екатерина II подтверждала законность своего царствования.
С 1831 по 1836 годы архитектор А. Е. Штауберт руководил работами по перестройке дворца под нужды богадельни. К каждой из трёх башенок резиденции пристроили по двухэтажному флигелю. Зубчатые парапеты были уничтожены, башни закончены полукруглыми куполами.

## Сервиз с зелёной лягушкой
Сервиз был заказан в Англии у керамиста Джозайи Веджвуда Екатериной II в 1770 году специально для Чесменского дворца, который тогда именовался «Дворец на лягушачьем болоте»
(«Кикерикексенский дворец»). Поскольку дворец был расположен в местности, название которой переводится с финского языка как «Лягушачье болото», на каждом из 952 предметов сервиза изображена зелёная лягушка. Сервиз был исполнен в «фаянсе цвета сливок», характерном для изделий Веджвуда. Историческая ценность 1244 архитектурно-пейзажных видов старой Англии, в сочетании с разнообразием форм, простых и спокойных, безупречностью техники исполнения, изысканностью красочной гаммы, делает сервиз уникальным. Сейчас сервиз хранится в коллекции английской керамики в Эрмитаже.